# North Dakota State University

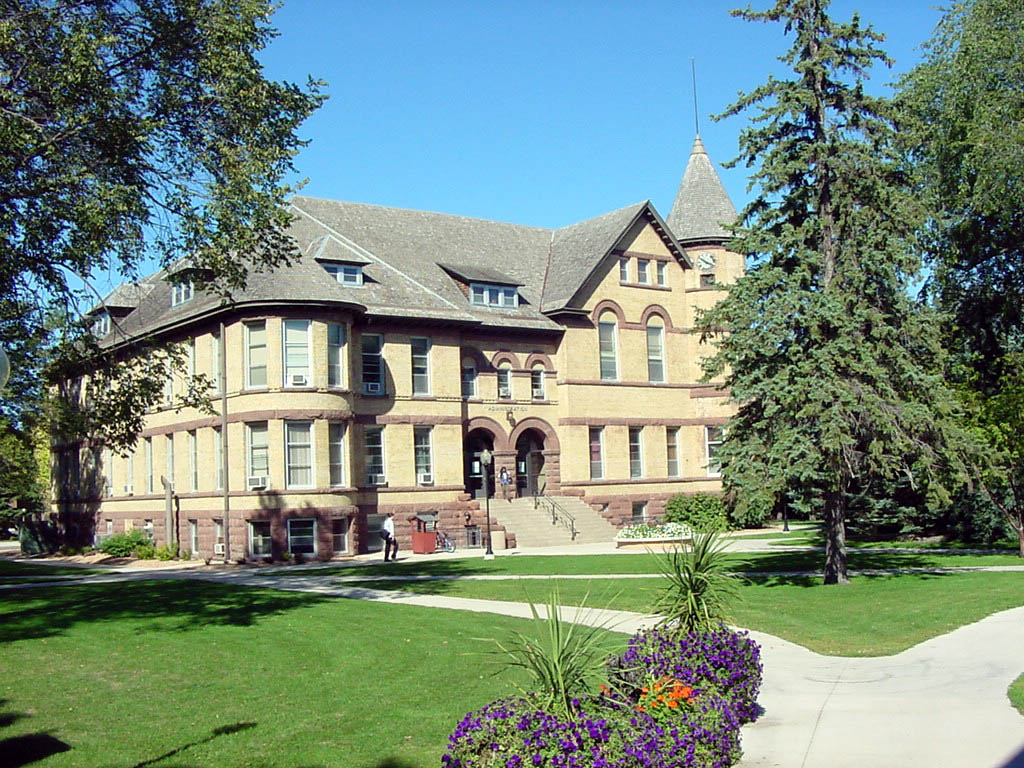
"Old Main"

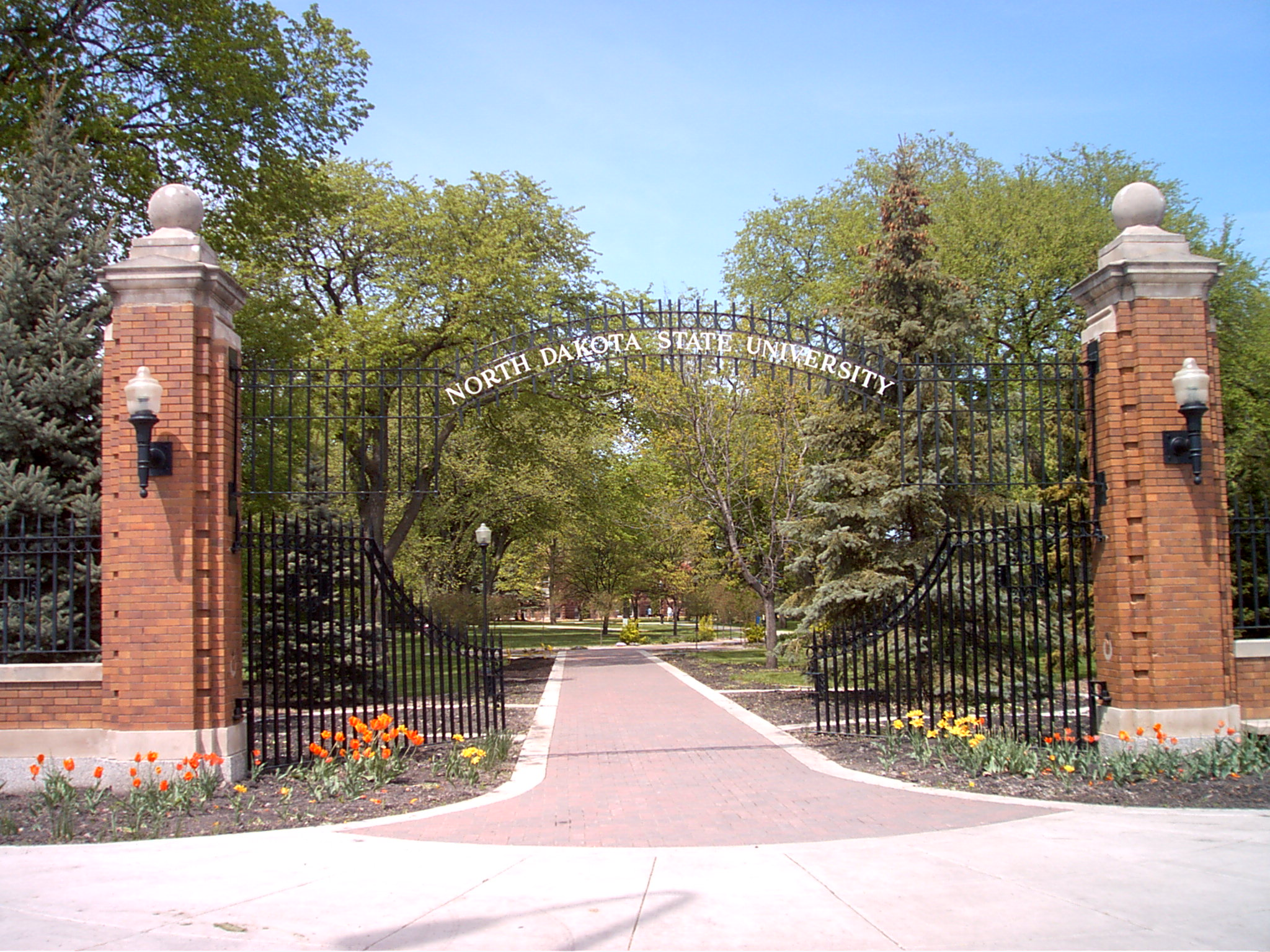
Eingang zur NDSU

Die North Dakota State University (auch NDSU genannt) ist eine staatliche Universität in Fargo im Südosten des US-Bundesstaates North Dakota. Mit 12.026 Studenten ist sie nach der University of North Dakota die zweitgrößte Hochschule in North Dakota.

## Geschichte
Die Universität wurde 1890 als North Dakota Agricultural College gegründet.

## Forschung
Die Universität ist die wichtigste Forschungsinstitution in North Dakota und gehört laut der National Science Foundation in sechs Forschungsbereichen zu den 100 forschungsstärksten Universitäten der USA. Zu den wichtigsten Forschungsbereichen der NDSU gehören die Landwirtschaft, die Nanotechnologie, die Polymerforschung sowie Radio Frequency Identification.

## Sport
Die Sportmannschaft der NDSU wird The Bison genannt. Die Hochschule ist Mitglied in der Summit League, und die Football-Mannschaft ist Mitglied in der Missouri Valley Football Conference.

## Berühmte Absolventen
- Bob Backlund – Ringer und Wrestler
- Alf Clausen – Komponist (besonders für Fernsehserien)
- Trey Lance – American-Football-Spieler
- Mancur Olson – Wirtschaftswissenschaftler
- Carson Wentz – American-Football-Spieler